# Supertaça de São Tomé e Príncipe
A Supertaça de São Tomé e Príncipe é uma competição de futebol em São Tomé e Príncipe. É organizada pela Federação Santomense de Futebol (FSF), sendo disputada anualmente entre o vencedor do Campeonato Santomense de Futebol e o vencedor da Taça Nacional de São Tomé e Príncipe.

## História
O torneio foi criado em 1995 pela FSF. No entanto, entre os anos de 2001 e 2008, não houve nenhuma edição da Supertaça. Desde 2011, ela vem sido disputada ininterruptamente, sendo paralisada apenas em 2020, em decorrência da pandemia de Covid-19. Seu maior vencedor é o Sporting Praia Cruz, com 5 títulos.
Em 2023, a Federação Santomense de Futebol aumentou o prêmio ao vencedor da Supertaça, de 75.000 dobras para 100.000 dobras (cerca de 4.000 euros), como parte da política de melhoria dos prémios financeiros aos clubes, para o desenvolvimento do futebol no arquipélago.

### Vencedores
| Ano     | Vencedor                             | Placar         | Vice                                  | Estádio                      |
| ------- | ------------------------------------ | -------------- | ------------------------------------- | ---------------------------- |
| 1995    | Inter Bom-Bom (São Tomé)             |                | Bairros Unidos FC (São Tomé)          |                              |
| 1996    | Bairros Unidos (São Tomé)            |                | Aliança Nacional (São Tomé)           |                              |
| 1999    | Sporting Praia Cruz (São Tomé)       | 6-3 (agr.)     | Vitória FC (São Tomé)                 |                              |
| 2000    | Sporting Praia Cruz (São Tomé)       | 5-1 (agr.)     | Inter Bom-Bom (São Tomé)              |                              |
| 2001-08 | Não disputado                        | Não disputado  | Não disputado                         | Não disputado                |
| 2009-10 | 6 de Setembro (São Tomé)             | 8-2            | GD Sundy (Príncipe)                   |                              |
| 2011    | Vitória Riboque (São Tomé)           | 1-0            | GD Sundy (Príncipe)                   |                              |
| 2012    | CD Guadalupe (São Tomé)              | 2-1            | Sporting Clube do Príncipe (Príncipe) |                              |
| 2013    | Sporting Praia Cruz (São Tomé)       | 1–1 (4–3 pen.) | UDRA (São Tomé)                       | Estádio Nacional 12 de Julho |
| 2014    | UDRA (São Tomé)                      | 2-1            | Sporting Clube do Príncipe (Príncipe) |                              |
| 2015    | Sporting Praia Cruz (São Tomé)       | 2–1            | FC Porto Real (Príncipe)              | Estádio Nacional 12 de Julho |
| 2016    | Sporting Praia Cruz (São Tomé)       | 2–0            | UDRA (São Tomé)                       | Estádio Nacional 12 de Julho |
| 2017    | FC Porto Real (Príncipe)             | 1–1 (4–3 pen.) | UDRA (São Tomé)                       | Estádio 13 de Junho          |
| 2018    | UDRA (São Tomé)                      | 3–1            | FC Porto Real (Príncipe)              | Estádio Nacional 12 de Julho |
| 2019    | FC Porto Real (Príncipe)             | 1–1 (4–3 pen.) | Agrosport (São Tomé)                  | Estádio Nacional 12 de Julho |
| 2020-21 | Não disputado                        | Não disputado  | Não disputado                         | Não disputado                |
| 2022    | Sport Operários e Benfica (Príncipe) | 4–0            | Trindade (São Tomé)                   | Estádio Nacional 12 de Julho |
| 2023    | 6 de Setembro (São Tomé)             | 4–0            | FC Porto Real (Príncipe)              | Estádio Nacional 12 de Julho |
| 2024    | Sport Operários e Benfica (Príncipe) | 3–0            | Agrosport (São Tomé)                  | Estádio Nacional 12 de Julho |

### Títulos por clube
| Clube               | Títulos | Ano do Título                |
| ------------------- | ------- | ---------------------------- |
| Sporting Praia Cruz | 5       | 1999, 2000, 2013, 2015, 2016 |
| UDRA                | 2       | 2014, 2018                   |
| FC Porto Real       | 1       | 2017                         |
| CD Guadalupe        | 1       | 2012                         |
| Vitória Riboque     | 1       | 2011                         |
| 6 de Setembro       | 1       | 2010                         |
| Bairros Unidos      | 1       | 1996                         |
| Inter Bom-Bom       | 1       | 1995                         |

### Títulos por ilha e distrito
| Ilha     | Total | Distrito    | Venceador | Ano(s) de venceador(es)                  |
| -------- | ----- | ----------- | --------- | ---------------------------------------- |
| São Tomé | 11    | Água Grande | 7         | 1999, 2000, 2010, 2011, 2013, 2015, 2016 |
| São Tomé | 11    | Caué        | 2         | 2014, 2018                               |
| São Tomé | 11    | Lobata      | 1         | 2012                                     |
| São Tomé | 11    | Mé-Zóchi    | 1         | 1996                                     |
| Príncipe | 1     | Pagué       | 1         | 2017                                     |